# 100万ドルの血斗
『100万ドルの血斗』（ひゃくまんドルのけっとう、原題：Big Jake）は、1971年公開のアメリカ映画。ジョージ・シャーマン監督作品。ジョン・ウェイン一家総出演のアクション西部劇で。オートバイも登場する誘拐された孫の救出劇を描いた作品。ジョン・ウェインの147本目の出演映画。

## 概略
1909年のテキサス。牧場主（ジェイコブ・マッキャンドルズ）留守の間に、凶悪な盗賊の一団に牧場が襲撃され使用人とその子供を含む家族数人が殺害され息子の1人の重傷を負った上に孫が盗賊に誘拐され、身代金として100万ドルを要求される。 
盗賊のボスにはリチャード・ブーンが扮し、存在感を発揮、孫役のイーサ・ウェインはじめウェイン一家総動員の作品。
最後は孫を取り戻しハッピーエンドとなるが冒頭の盗賊が牧場を襲うシーンでは残虐なシーンもありテレビ放送では一部カットされる場合もある。
歌手のボビー・ヴィントンはマイケル・ウェインがレコードのジャケット写真でジョン・ウェインに似ているという理由でキャストに加わるが、盗賊に襲われた際、応戦するが銃弾をうけ、生死のあきらかでないまま前半で姿をけす。
ファンにはジョン・ウェインとモーリン・オハラの共演シーンの少なさが不満であった。
アメリカでは1971年度の映画の興行成績ではTOP10にはいった。
この映画は、ジョージ・シャーマンにとって30年以上の監督人生における最後の映画であり、モーリン・オハラにとってはジョン・ウェインと共演した最後の映画かつ引退前の最後の映画であった。

## キャスト
| 役名                         | 俳優                       | 日本語吹替                         |
| 役名                         | 俳優                       | TBS版                              |
| ---------------------------- | -------------------------- | ---------------------------------- |
| ジェイコブ・マッキャンドルズ | ジョン・ウェイン           | 小林昭二                           |
| マーサ・マッキャンドルズ     | モーリン・オハラ           | 公卿敬子                           |
| ジョン・フェイン             | リチャード・ブーン         | 大木民夫                           |
| ジェームズ・マッキャンドルズ | パトリック・ウェイン       | 木原正二郎                         |
| マイケル・マッキャンドルズ   | クリストファー・ミッチャム | 古川登志夫                         |
| サム・シャープノーズ         | ブルース・キャボット       | 平林尚三                           |
| オブライエン                 | グレン・コーベット         | 飯塚昭三                           |
| バック・デューガン           | ジョン・ドーセット         | 村松康雄                           |
| リトル・マッキンドルズ       | イーサン・ウェイン         | 間嶋里美                           |
| ジェフ・マッキンドルズ       | ボビー・ヴィントン         | 村山明                             |
| バート・ライアン             | ジョン・エイガー           | 若本紀昭                           |
| ボブ・ドーソン               | ハリー・ケリー・ジュニア   | 藤本譲                             |
| ジョン・グッドフェロー       | グレッグ・パーマー         | 水鳥鉄夫                           |
| 不明 その他                  |                            | 田口昴 長堀芳夫 鈴木れい子         |
|                              |                            |                                    |
| 演出                         | 演出                       | 左近允洋                           |
| 翻訳                         | 翻訳                       | 額田やえ子                         |
| 効果                         | 効果                       | PAG                                |
| 調整                         |                            |                                    |
| 制作                         | 制作                       | グロービジョン                     |
| 解説                         | 解説                       | 荻昌弘                             |
| 初回放送                     | 初回放送                   | 1980年9月15日 『月曜ロードショー』 |

※日本語吹替はBD・DVD収録